# Brunellia penderiscana
Brunellia penderiscana là một loài thực vật thuộc họ Brunelliaceae. Đây là loài đặc hữu của Colombia.